# Campeonato Europeo de Patinaje Artístico sobre Hielo de 1975
El LXVI Campeonato Europeo de Patinaje Artístico sobre Hielo se realizó en Copenhague (Dinamarca) del 28 de enero al 2 de febrero de 1975. Fue organizado por la Unión Internacional de Patinaje sobre Hielo (ISU) y la Unión Danesa de Patinaje sobre Hielo.

## Resultados

### Masculino
| Puesto | Nombre           | País            | Puntos |
| ------ | ---------------- | --------------- | ------ |
| Oro    | Vladimir Kovalev | Unión Soviética |        |
| Plata  | John Curry       | Reino Unido     |        |
| Bronce | Yuri Ovchinnikov | Unión Soviética |        |

### Femenino
| Puesto | Nombre           | País                          | Puntos |
| ------ | ---------------- | ----------------------------- | ------ |
| Oro    | Christine Errath | República Democrática Alemana |        |
| Plata  | Dianne de Leeuw  | Países Bajos                  |        |
| Bronce | Anett Pötzsch    | República Democrática Alemana |        |

### Parejas
| Puesto | Nombre                           | País                          | Puntos |
| ------ | -------------------------------- | ----------------------------- | ------ |
| Oro    | Irina Rodnina / Alexandr Zaitsev | Unión Soviética               |        |
| Plata  | Romy Kermer / Rolf Österreich    | República Democrática Alemana |        |
| Bronce | Manuela Gross / Uwe Kagelmann    | República Democrática Alemana |        |

### Danza en hielo
| Puesto | Nombre                                 | País            | Puntos |
| ------ | -------------------------------------- | --------------- | ------ |
| Oro    | Liudmila Pakhomova / Alexandr Gorshkov | Unión Soviética |        |
| Plata  | Hilary Green / Glyn Watts              | Reino Unido     |        |
| Bronce | Natalia Linichuk / Gennadi Karponosov  | Unión Soviética |        |

## Medallero
| Núm. | País                          | Oro | Plata | Bronce | Total |
| ---- | ----------------------------- | --- | ----- | ------ | ----- |
| 1    | Unión Soviética               | 3   | 0     | 2      | 5     |
| 2    | República Democrática Alemana | 1   | 1     | 2      | 4     |
| 3    | Reino Unido                   | 0   | 2     | 0      | 2     |
| 4    | Países Bajos                  | 0   | 1     | 0      | 1     |
|      | TOTAL                         | 4   | 4     | 4      | 12    |